# Mistrovství Československa v atletice 1976
Mistrovství Československa mužů a žen v atletice 1976 v kategoriích mužů a žen se konalo přibližně měsíc po  olympiádě v Montrealu. Hlavní část se uskutečnila v sobotu 28. srpna a v neděli 29. srpna v Třinci na tartanové dráze. Pouze tři finálové disciplíny byly na pořadu už v pátek 27. srpna.
Na mistrovství startovala v podstatě celá tehdejší československá špička. Ve startovní listině se objevila jména olympijských finalistů z Montrealu (Helena Fibingerová, Mária Mračnová, Jiří Vyčichlo, Jaroslav Brabec, Josef Šilhavý, Ludvík Daněk a Jarmila Nygrýnová).

## Překonané rekordy
Nejhodnotnějším výkonem na mistrovství byl československý rekord, který vytvořila výkonem 192 cm Mária Mračnová ve skoku do výšky.

## Medailisté

### Muži
| Soutěž        | Zlato                                                                                 | Stříbro                                                                            | Bronz                                                                              |
| 100 m         | Jaroslav Matoušek 10,47                                                               | Roman Lacko 10,60                                                                  | Martin Pelach 10,62                                                                |
| 200 m         | Jaroslav Matoušek 21,77                                                               | Otakar Wild 22,03                                                                  | Martin Pelach 22,05                                                                |
| 400 m         | Ján Svrček 47,83                                                                      | Libor Šebesta 47,91                                                                | František Štross 48,49                                                             |
| 800 m         | Jozef Plachý 1:47,72                                                                  | Ján Šišovský 1:47,91                                                               | Jozef Samborský 1:48,00                                                            |
| 1500 m        | Ján Šišovský 3:46,36                                                                  | Jozef Lenčéš 3:46,63                                                               | Ivan Kováč 3:46,70                                                                 |
| 5000 m        | Jozef Noskovič 14:12,4                                                                | Dušan Moravčík 14:12,8                                                             | Štefan Polák 14:13,4                                                               |
| 10 000 m      | Peter Suchán 28:54,6                                                                  | Stanislav Petr 29:17,8                                                             | Václav Bulva 29:19,8                                                               |
| 110 m př.     | Jiří Čeřovský 14,22                                                                   | Lubomír Nádeníček 14,28                                                            | František Slavotínek 14,60                                                         |
| 400 m př.     | Ladislav Buřval 51,51                                                                 | Ladislav Kárský 51,51                                                              | Jiří Ryšavý 52,84                                                                  |
| 3000 m př.    | Dušan Moravčík 8:36,6                                                                 | Miroslav Šišovský 8:38,0                                                           | Juraj Lukáč 8:40,6                                                                 |
| 4 × 100 m     | Jaroslav Hort Vítězslav Vostatek Otakar Wild Roman Lacko Dukla Praha 40.94            | Ján Chebeň Jiří Goralczyk Zdeněk Kojan Martin Pelach Dukla Banská Bystrica 41.07   | Jiří Málek František Peč Vladimír Křivka Jaroslav Křivka RH Praha 41.65            |
| 4 × 400 m     | Jozef Maláň Milan Timko Ladislav Buřval Jozef Samborský Dukla Banská Bystrica 3:12.46 | David Stejskal Miroslav Kodejš Jozef Plachý Vítězslav Vostatek Dukla Praha 3:12.79 | Pavel Moravec Ondřej Navrátil Josef Němec Miroslav Záhořák Slavia VŠ Praha 3:13.14 |
| Skok do výšky | Roman Moravec 213 cm                                                                  | Ivan Macháček 210 cm                                                               | Vladimír Malý 210 cm                                                               |
| Skok o tyči   | Antonín Hadinger 500 cm                                                               | Antonín Spěvák 500 cm                                                              | Jiří Lesák 500 cm                                                                  |
| Skok daleký   | Jan Leitner 776 cm                                                                    | Tomáš Hluštík 768 cm                                                               | Pavol Tolnay 761 cm                                                                |
| Trojskok      | Jiří Vyčichlo 16,15 m                                                                 | Pavel Sasín 16,01 m                                                                | Karel Hradil 15,44 m                                                               |
| Vrh koulí     | Jaroslav Brabec 19,69 m                                                               | Miroslav Janoušek 18,23 m                                                          | Zdeněk Dvořák 17,62 m                                                              |
| Hod diskem    | Ludvík Daněk 59,96 m                                                                  | Josef Šilhavý 59,78 m                                                              | Oto Ozorák 56,88 m                                                                 |
| Hod kladivem  | Josef Hájek 67,50 m                                                                   | Jiří Chamrád 65,56 m                                                               | Petr Horák 65,08 m                                                                 |
| Hod oštěpem   | Tomáš Babiak 83,10 m                                                                  | Jaroslav Halva 77,22 m                                                             | Jan Bartek 77,14 m                                                                 |
| Desetiboj     | Petr Krátký 7964 bodů                                                                 | Jaromír Frič 7508 bodů                                                             | Luděk Pernica 7469 bodů                                                            |
| 20 km chůze   | Juraj Benčík 1:32:04.4                                                                | František Bíro 1:32:14.2                                                           | Jaromír Vaňous 1:32:18.8                                                           |

### Ženy
| Soutěž        | Zlato                                                                                                   | Stříbro                                                                                   | Bronz                                                                                             |
| 100 m         | Jarmila Nygrýnová 11,83                                                                                 | Mária Varchoľová 12,00                                                                    | Věra Knapová 12,11                                                                                |
| 200 m         | Jarmila Kratochvílová 24,30                                                                             | Věra Knapová 24,85                                                                        | Daniela Drinková 24,88                                                                            |
| 400 m         | Jarmila Kratochvílová 54,64                                                                             | Alena Junová 55,30                                                                        | Zuzana Moravčíková 55,72                                                                          |
| 800 m         | Drahomíra Zvoníčková 2:05,10                                                                            | Jozefína Čerchlanová 2:06,50                                                              | Vlasta Babecová 2:09,72                                                                           |
| 1500 m        | Helena Nerudová 4:24,4                                                                                  | Miroslava Margoldová 4:24,40                                                              | Jaroslava Pokorná 4:29,09                                                                         |
| 3000 m        | Miroslava Margoldová 9:30,2                                                                             | Jaroslava Pokorná 9:36,2                                                                  | Helena Nerudová 9:40,85                                                                           |
| 100 m př.     | Monika Schönauerová 14,24                                                                               | Jiřina Lamačová 14,35                                                                     | Jana Poloková 14,48                                                                               |
| 400 m př.     | Alena Junová 61,10                                                                                      | Dana Wildová 62,56                                                                        | Anna Šrámková 63,60                                                                               |
| 4 × 100 m     | Darina Hlaváčová Daniela Široká Jarmila Kováčiková Mária Varcholová Slávia UK Bratislava 47.23          | Lenka Honzíková Blanka Hrabovská Anna Reviľáková Radislava Šoborová Slavia VŠ Praha 47.28 | Vanda Nováková Ludmila Jimramovská Kamila Jozefíková-Kučerová Jana Veverková Zbrojovka Brno 47.73 |
| 4 × 400 m     | Jozefína Hallová Mária Vozárová Slavomila Matúšková Jozefína Čerchlanová Slávia SVŠT Bratislava 3:46.74 | Ludmila Musilová Hana Šuhajdová Naďa Skulinová Olga Kmochová Slavia Havířov 3:48.77       | Blanka Hrabovská Iva Bívová Jindřiška Červená Drahomíra Zvoníčková-Fuxová Slavia VŠ Praha 3:49.26 |
| Skok do výšky | Mária Mračnová 192 cm                                                                                   | Miloslava Hübnerová 178 cm                                                                | Marta Jeseňáková 178 cm                                                                           |
| Skok daleký   | Jarmila Nygrýnová 669 cm                                                                                | Miroslava Březíková 592 cm                                                                | Věra Němečková 589 cm                                                                             |
| Vrh koulí     | Helena Fibingerová 20,56 m                                                                              | Zdeňka Bartoňová 16,73 m                                                                  | Jana Matysová 16,67 m                                                                             |
| Hod diskem    | Jitka Prouzová 58,34 m                                                                                  | Marcela Pilařová 54,16 m                                                                  | Jana Matysová 51,08 m                                                                             |
| Hod oštěpem   | Jarmila Segeťová 54,04 m                                                                                | Mária Laktišová 53,64 m                                                                   | Drahomíra Dryeová 53,46 m                                                                         |
| Pětiboj       | Marcela Koblasová 4044 bodů                                                                             | Marie Belhová 3785 bodů                                                                   | Alena Spalovská 3747 bodů                                                                         |